# Борщаговка-Техническая
Борщаговка-Техническая — промежуточная станция 3-го класса Киевского железнодорожного узла Юго-Западной железной дороги. Размещается между станциями Киев-Волынский и Борщаговка.
Возникла в 1960-е годы в связи с электрификацией участка Киев-Тетеров и необходимостью устройства оборотного депо для пригородных электропоездов фастовского депо. Расстояние до станции Киев-Пассажирский — 9 км.
Станция является пунктом оборота (официально оборотным депо) и отстоя для многих электропоездов Коростенского направления (РПЧ-8 Фастов). Путевое развитие представлено двумя главными и 18 вспомогательными путями, из которых 12 путей предназначены для отстоя электропоездов. На станции расположены здания электрической централизации станции и оборотного депо станции Борщаговка-Техническая. Также на путях отстоя электропоездов производится ТО-2 для электропоездов моторвагонного депо Фастов-1, иногда для электропоездов РПЧ-10 Чернигов. Несмотря на то, что до недавнего времени эта станция в расписаниях не фигурировала, все без исключения электропоезда там останавливались. Для более удобной посадки и высадки пассажиров при служебной остановке на станции устроены небольшие платформы длиной 2.5-3 м. Также пути станции Борщаговка-Техническая используются для отстоя и технического обслуживания подвижного состава Киевской городской электрички.
Местность: Борщаговка, Отрадный.